# Bojan Emeršič
Bojan Emeršič [bójan émeršič], slovenski igralec in komik, * 22. julij 1963, Maribor. 
Emeršič je član in prvak Ljubljanske Drame.

## Življenjepis
Po končani srednji gradbeni šoli se je vpisal na Višjo komercialno šolo v Mariboru, kjer je leta 1984 zaključil s prvo stopnjo ekonomije. Kasneje se je vpisal na študij dramske igre na Akademiji za gledališče, radio, film in televizijo v Ljubljani, kjer je v razredu Kristijana Mucka in Dušana Mlakarja diplomsko predstavo odigral v študijskem letu 1990/1991. V letu 2008 je na AGRFT uspešno zagovarjal diplomsko delo. V poklicnih gledališčih je začel igrati že v času študija (MGL, Drama SNG Maribor), leta 1992 pa postal član igralskega ansambla SNG Drama Ljubljana, kjer s statusom prvaka igra še danes.
Poleg gledališkega ustvarjanja je aktiven tudi v filmu in na televiziji; v javnosti je znan predvsem po vlogi Davida v filmu Babica gre na jug, kirurga Jožeta Jarca v Naši mali kliniki in Rudija Kavčiča v Ja, Chef!. V vlogi Zmaga Batine je vodil kviz Vzemi ali pusti (Pop TV), tekmovalni šov Minuta do zmage (Pop TV) ter zabavno oddajo Vse je mogoče! (TV Slovenija).
Poročen je z igralko Viktorijo Bencik Emeršič, živi v ljubljanskih Murglah. 

## Vloge

### Gledališke vloge
- Hlapci – Hvastja
- Čakajoč Godota – Estragon
- Dostojevski: Idiot: 13 skic iz romana – Ipolit Terentjev
- »Art« – Yvan
- Romeo in Julija – Pater Lorenzo
- Gagarinova pot – Eddie
- Kralj Ojdipus – Služabnik na Ojdipovem dvoru, Zbor
- Chatterton – John Bell
- Hodnik – Adrian
- Bratje Karamazovi: Odrska konstukcija romana – Aleksej Fjodorovič Karamazov
- Translacije – Owen
- Fužinski bluz – Igor Ščinkovec
- Ana Karenina – Stepan Arkadjič Oblonski (Stiva)
- Ženska od prej – Frank
- Zmenki – Anton
- Edvard Drugi – Winchesterski škof
- Jagababa – Tilen
- Osvajalec – Pablo
- Prerekanja – Stuart Huges
- Zarota svetohlincev, Molière – Charles Varlet de la Grange, Marki de Charron

### Filmske in televizijske vloge
- Življenja Tomaža Kajzerja 2, 2024
- Ja, Chef!, 2021–danes
- Têlenovela, 2021-2022
- Gajin svet 2, 2022
- Šanghaj (film, 2012)
- Trdoglavci, 2011- (TV-serija)
- Hit poletja, 2008 (TV-film)
- Petelinji zajtrk, 2007
- Zvesti prijatelji, 2005 (TV-film)
- Naša mala klinika, 2004–2007 (TV-serija)
- Barabe!, 2001
- Blues za Saro, 1998
- Junaki petega razreda, 1996 (TV-mini serija)
- Radio.doc, 1995 (TV-film)
- Oko za oko, 1992
- Babica gre na jug, 1991

### Televizijski voditelj
Bil je voditelj kuharske oddaje Čari začimb (TV Slovenija), Viktorjev (2005) ter igre na srečo Vzemi ali pusti (2005-2008) (POP TV). V voditeljske vode se je vrnil marca 2011, ko je na POP TV začel voditi nov spretnostni šov Minuta do zmage. Največjo gledanost je pa dosegla njegova oddaja na TV Slovenija, "Vse je mogoče".